# Adam Józef Dąbrowski
Adam Józef Dąbrowski (ur. 19 kwietnia 1923 w Warszawie, zm. 2 stycznia 2009 w Warszawie) – polski geofizyk, specjalista w zakresie magnetyzmu ziemskiego i grawimetrii.

## Życiorys

### Młodość
Ojciec – Marian Dąbrowski, oficer na Oksywiu. Tam dostał się do niewoli niemieckiej, w której zginął pod koniec wojny, bo obóz Dössel, w którym się znajdował, został przez pomyłkę zbombardowany przez Brytyjczyków. Matka – Henryka Chamska.
W latach 1936–1939 uczęszczał do Gimnazjum Towarzystwa Szkół Średnich w Gdyni, gdzie ukończył 4 klasy i otrzymał tzw. małą maturę.
W latach 1940–1942 uczył się na Wydziale Mierniczym Państwowej Szkoły Budownictwa Lądowego i Wodnego w Warszawie. Po jej ukończeniu uzyskał tytuł technika mierniczego. W latach 1942–1944 studiował na Wydziale Geodezji Państwowej Wyższej Szkoły Technicznej w Warszawie. W tym czasie szkolił się też nielegalnie wojskowo, w Szkole Podchorążych Artylerii.
W 1944 brał udział w Powstaniu Warszawskim, w grupie „Granat”, pseudonim „Brzoza”. Po jego upadku dostał się do niewoli niemieckiej, do obozu Markt Pongau na terenie Austrii. Pod koniec wojny przekazano jego grupę Szwajcarom. W roku 1945 był krótko w obozie internowanych w Szwajcarii, gdzie włączono całą grupę do Drugiej Dywizji Strzelców Pieszych, części Armii Sikorskiego z roku 1940.
Następnie przewieziono ich do Francji, do Polskiego Obozu Werbunkowego W.P. Lille-3 we Francji. W tym czasie, do sierpnia 1946, słuchał wykładów na kursie przygotowawczym Uniwersytetu w Lille (Mathematique, Physique, Chimie).
Po powrocie do Polski w 1946 wstąpił na Wydział Geodezji Politechniki Warszawskiej. Studia ukończył w 1947. W czerwcu 1948 otrzymał tytuł inżyniera geodety za pracę dyplomową z dziedziny wyrównania sieci niwelacji precyzyjnej. W lipcu 1949 Rada Wydziału Geodezji, na mocy ustawy z dnia 28 I 1948, przyznała mu stopień magistra nauk technicznych.

### Praca
W lutym 1948 został zatrudniony w Wydziale Geofizyki Stosowanej Państwowego Instytutu Geologicznego w Warszawie. Wydziałem kierował wówczas dr Tadeusz Olczak. Początkowo opracowywał wyniki pomiarów wagą skręceń, wykonanych w okresie II Wojny Światowej na terenie Polski przez niemieckie przedsiębiorstwo „Seismos”. Efektem tych prac były mapy wyższych pochodnych siły ciężkości wysadów solnych w Górze, Inowrocławiu i Kłodawie. Następnie wykonywał badania dotyczące magnetyzmu ziemskiego, kierując magnetyczną grupą rejestracyjną.
W październiku 1950 został przeniesiony do Przedsiębiorstwa Poszukiwań Geofizycznych w Warszawie, gdzie w latach 1951–1953 kierował grupą magnetyczną. Grupa ta wykonywała zdjęcia magnetyczne okolic Nysy – Głuchołazów oraz pasa puszcz wzdłuż wschodniej granicy Polski, od Włodawy do Suwałk.
W sierpniu 1953 został ponownie przeniesiony służbowo do Instytutu Geologicznego, do Zakładu Geofizyki. W kwietniu 1954 objął kierownictwo tego Zakładu. W tym też roku został mianowany adiunktem w Instytucie Geologicznym. Zakładem kierował do kwietnia 1972. Od 1957 do 1973 sprawował jednocześnie obowiązki redaktora Działu Geofizyki w „Przeglądzie Geologicznym”. W 1968 otrzymał stopień doktora nauk przyrodniczych za pracę Obraz grawimetryczny Polski w świetle analizy ciężarów objętościowych skał.
W 1972 został mianowany samodzielnym pracownikiem naukowo-badawczym, a w 1973 – docentem w Instytucie Geologicznym. Po odejściu ze stanowiska kierownika Zakładu Geofizyki IG został kierownikiem Pracowni Badań Paleomagnetycznych w Zakładzie Zdjęć Geologicznych Niżu IG. Badania wykonywano początkowo w Obserwatorium Geofizycznym PAN w Belsku koło Grójca, a następnie na sprzęcie zakupionym, względnie skonstruowanym we własnym zakresie. W 1974 ukończył XXVII Kurs Zastosowań Matematyki w Instytucie Matematycznym PAN w Warszawie.
W latach 1977, aż do przejścia na emeryturę w 1988, pracował w Zakładzie Stratygrafii, Tektoniki i Paleogeografii IG.
Od 1958 był członkiem European Association of Exploration Geophysicists.
Opublikował ponad 160 prac
Zmarł 2 stycznia 2009 w Warszawie.

## Odznaczenia i nagrody
- Medal X-lecia PRL (1955)
- Złoty Krzyż Zasługi (1957)
- Państwowa Nagroda Zespołowa II stopnia za pracę Budowa geologiczna Niżu Polskiego (1964).

## Wybrane publikacje
- Dąbrowski A., 1974, Przyczyny geologiczne anomalii siły ciężkości na obszarze Polski w świetle analizy ciężaru objętościowego, „Prace Instytutu Geologicznego”, t. 73, s. 83, Warszawa.
- Dąbrowski A., 1976, Badania gęstości skał dla potrzeb geofizycznych w Polsce, „Przegl. Geol.”, v. 24, nr 8, s. 488–491, Warszawa.
- Dąbrowski A., Majerowicz J., 1977, Rozkład głębokościowy temperatury Curie i jego wpływ na pole magnetyczne w Polsce, „Kwart. Geol.”, t. 21, nr 4, s. 691–703, Warszawa.
- Dąbrowski A., Małkowski Z., 1977, Profil mikromagnetyczny przez Góry Świętokrzyskie, „Kwart. Geol.”, t. 21, nr 3, s. 595–608, Warszawa.
- Dąbrowski A., Sawicki L., 1978, Density Distribution of the Geological Formations above Sea Level in the Kłodzko Region (Lower Silesia), „GeoSkrifter”, nr 10, s. 11–19.
- Dąbrowski A., 1978, Gęstość jako ilościowy wskaźnik kompakcji i pionowych przesunięć utworów przeddewońskich, „Biul. IG”, nr 309, „Z badań geologicznych regionu świętokrzyskiego”, t. 13, s. 49–82, Warszawa.
- Dąbrowski A., 1980, System rowów trzeciorzędowych w obrazie grawimetrycznym, „Przegl. Geol.”, v. 28, nr 3, s. 169–172, Warszawa.
- Dąbrowski A., Tkacz M., Tuchołka P., 1980, Magnetostratigraphical Elements of Vistulian Glaciation in Poland, „Quatern. Stud.”, nr 2, s 712.
- Dąbrowski A., Karaczun K., Karaczun M., 1981, Południowo-zachodni brzeg platformy wschodnioeuropejskiej w Polsce w świetle wyników badań magnetycznych, „Przegl. Geol.”, v. 29, nr 8, s. 415–419, Warszawa.
- Dąbrowski A., Karaczun K., Karaczun M., 1984, The Teisseyre-Tornquist line against the background of the magnetic field data in Poland, „Publ. Inst. Geophys. Pol. Acad. Sci.”, A-13, s. 135–146.
- Dąbrowski A., Karaczun K., 1985, Faults of the zone comprising the Teisseyre-Tornquist line determined on the basis of magnetic and gravimetric data, „Publ. Inst. Geophys. Pol. Acad. Sci.”, A-16, s. 57–69.

## Źródła
- Dąbrowski A., 2015, Moje wspomnienia z pobytu w Państwowym Instytucie Geologicznym (1948–1988), w: Pracowaliśmy w trudnych, ale ciekawych czasach. Wspomnienia pracowników Państwowego Instytutu Geologicznego, Stowarzyszenie Emerytowanych Pracowników Państwowego Instytutu Geologicznego, „Wspomnienia” nr 7, s. 18–29, Warszawa.
- http://www.1944.pl/archiwum-historii-mowionej/adam-dabrowski,721.html